# Siphonaria laciniosa
Siphonaria laciniosa is een slakkensoort uit de familie Siphonariidae. De wetenschappelijke naam is gepubliceerd in 1758 door Linnaeus in de tiende editie van Systema naturae.